# Ортуньо Серда-Серда, Мануэль
Мануэль Ортуньо Серда-Серда (род. 31 января 1944, Эльче) — политик, юрист, член парламента Валенсии III, IV и V созывов. В данный момент отбывает наказание в виде тюремного заключения за экономические преступления и причастность к покушению на убийство человека.

## Биография
Обучался в Институте труда Эльче, а позже окончил юридический факультет в Университете Гранады. После этого работал менеджером по продажам в Damel, пока в 1970 году он не начал карьеру юриста. Также являлся владельцем организации Premis Café Marfil.
В 1974 году стал членом Социал-демократической Партии Испании Хосе Рамона Ласуэна Санчо, был секретарём а позже и президентом партии в Аликанте. В 1986 году был временно отстранён за конфронтацию с другими политиками. Также являлся президентом Испанской Федерацией Соседских Советов, вице-президентом организации Citizen Action и директором Сообщества Фермерства и Животноводства.
На муниципальных выборах в Испании в 1987 году был кандидатом на пост мэра Эльче от партии Народный Альянс, а до 1995 года являлся советником и заместителем провинциального депутата. Он был избран в Валенсийский парламент в 1991-м, 1995-м и 1999-м годах. В течение срока его полномочий он возглавлял Специальную комиссию по изучению программ сотрудничества и солидарности со странами третьего мира (1995—1999 годы).
В декабре 2002 года он подал в отставку, после чего был назначен советником мэра города Эльче. Однако в 2004 году он был приговорен к штрафу за оскорбление депутата и был исключён из Народной партии 8 июля 2005 года. На муниципальных выборах в Испании в 2003 и 2007 годах он снова был кандидатом от Народной партии в качестве мэра города Эльче.
29 января 2019 года Судом первой инстанции номер 6 города Эльче был приговорён к длительному тюремному сроку за экономические преступления, фальсификацию документов и участие в покушении на жизнь человека. По сей день отбывает наказание в тюрьме Fontcalent.